# Homoverkeerslicht

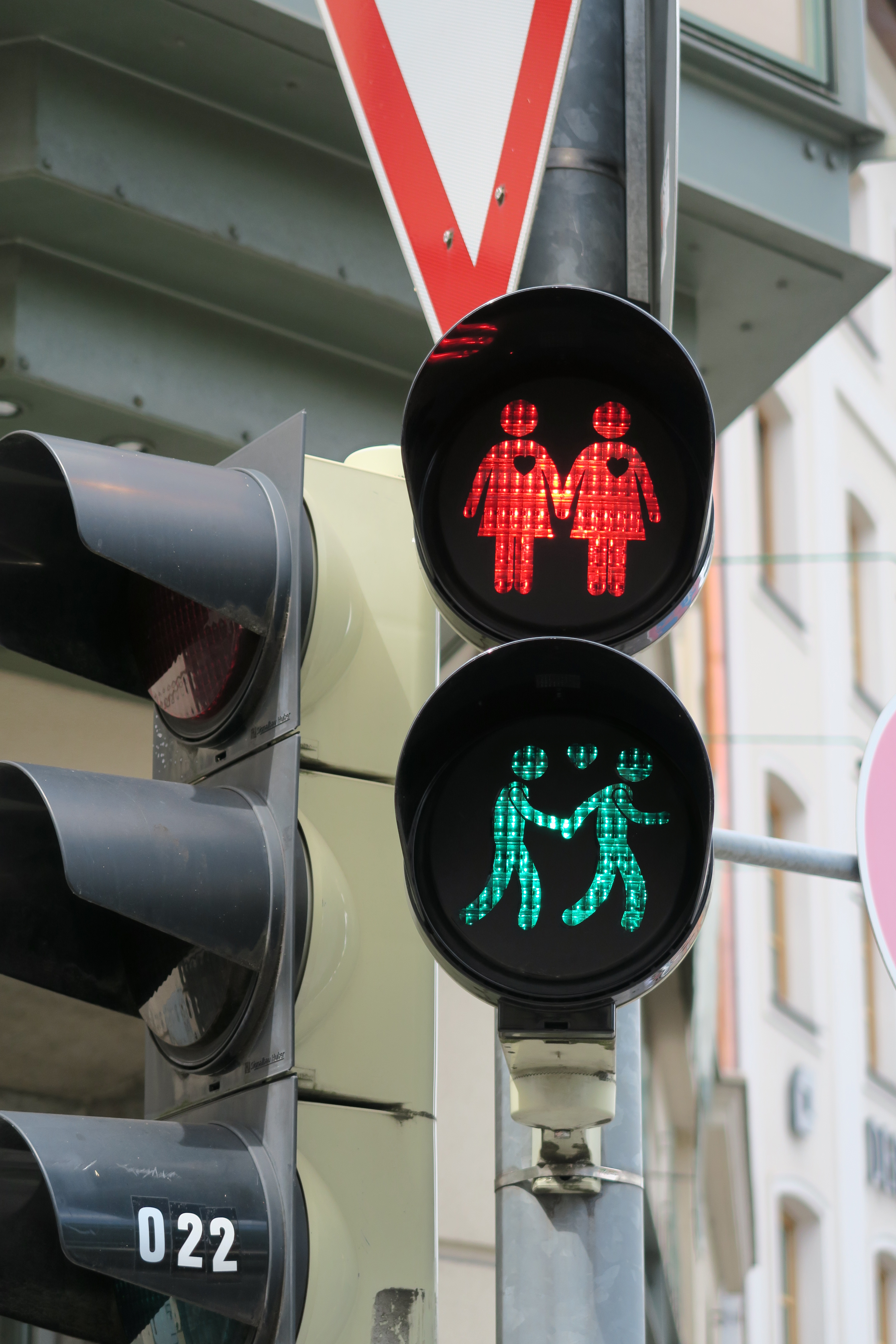
Een homoverkeerslicht in München

Een homoverkeerslicht is de informele benaming voor een verkeerslicht voor voetgangers dat in plaats van een standaardafbeelding twee figuurtjes van gelijk geslacht in de lichten vertoont. Dergelijke voetgangerslichten zijn sinds 2015 in meerdere Europese steden aangebracht. De functie is vergelijkbaar met die van een regenboogpad en een regenboogbank, namelijk om aandacht te geven aan de positie van lesbische vrouwen, homoseksuele mannen en biseksuele personen.
Andere alternatieve figuurtjes op voetgangerslichten zijn het Ampelmännchen, het vrouwelijke figuurtje Sofie en in Utrecht de kinderstripfiguur Nijntje.

## Oostenrijk en Duitsland
De eerste homoverkeerslichten werden in 2015 in Wenen geplaatst, ter gelegenheid van het Eurovisiesongfestival dat toen in die stad plaatsvond. Deze lichten vertoonden telkens twee figuurtjes in drie varianten: een (mannelijk) homopaar, een lesbisch paar en een heteropaar (Duits: Ampelpärchen). Deze verkeerslichten waren aanvankelijk slechts tijdelijk bedoeld, maar na grote media-aandacht werd besloten ze permanent te behouden. 
Ook in de Oostenrijkse steden Salzburg en Linz werden vervolgens dergelijke lichten geplaatst. In de laatstgenoemde stad werden ze echter spoedig weer verwijderd door een nieuwe verkeerswethouder van de FPÖ.
Ter gelegenheid van de Christopher Street Day (CSD) in 2015 werden ook homoverkeerslichten in het Glockenbacherviertel, de homowijk van München gecreëerd, wat vanaf 2016 jaarlijks tijdens dat evenement herhaald zal worden.

## Nederland en België

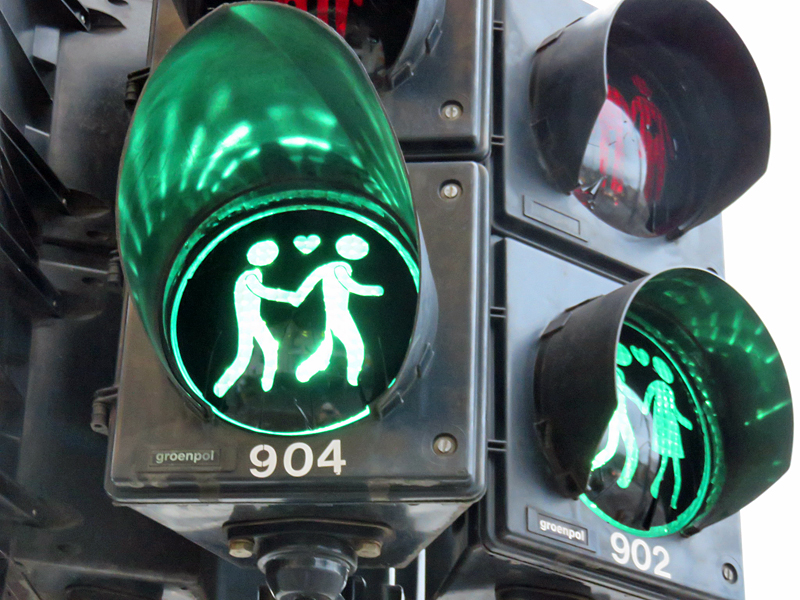
Tijdelijk homoverkeerslicht tijdens de EuroPride 2016 in Amsterdam

Het eerste homoverkeerslicht in Nederland werd in maart 2016 in de stad Utrecht geplaatst, bedoeld om diversiteit te tonen en aandacht te vragen voor de acceptatie van lhbt'ers. Later dat jaar werd besloten om dergelijke lichten ook in Helmond te plaatsen, samen met een regenboogzebrapad, dat uiteindelijk in april 2017 gerealiseerd werd.
In Brussel werden in mei 2017, ter gelegenheid van de Internationale Dag tegen Homofobie en Transfobie en The Belgian Pride, enkele verkeerslichten voorzien van figuurtjes van gelijk geslacht.

## Groot-Brittannië
In Londen werden ter gelegenheid van de London Pride in juni 2016 zo'n 50 oversteekplaatsen rondom Trafalgar Square voorzien van filters die er homoverkeerslichten van maakten. Deze vertoonden niet alleen homo-, lesbische en heteropaartjes, maar ook combinaties van mannelijke en vrouwelijke seksesymbolen. Hoewel ze niet permanent bedoeld waren, waren er drie maanden later nog geen plannen om deze afbeeldingen weer weg te halen.

## Spanje
In juni 2017 werden in Madrid ter gelegenheid van de World Pride zo'n 300 verkeerslichten op 72 voetgangersoversteekplaatsen in alle 21 wijken van de stad voorzien van homo-, lesbische en heteropaartjes. Deze nieuwe uitvoering, waarvan de kosten werden geraamd op 21.800,- euro, is permanent. Eerder waren ter gelegenheid van Valentijnsdag al homoverkeerslichten aangebracht in de buitenwijk San Fernando de Henares.